# Eupelmus tenuicornis
Eupelmus tenuicornis is een vliesvleugelig insect uit de familie Eupelmidae. De wetenschappelijke naam is voor het eerst geldig gepubliceerd in 1905 door Kieffer.